# Antonias värld
Antonias värld är en belgisk-brittisk-nederländsk film från 1995, regisserad av Marleen Gorris. Filmen belönades med en Oscar i kategorin Bästa icke-engelskspråkiga film.

## Handling
Filmen handlar om en gammal kvinna som på sin dödsbädd minns tillbaka på sitt liv. Den utspelar sig från just efter andra världskriget och omkring 40 år framåt i tiden. 
Antonia (Willeke van Ammelrooy) återvänder till sin födelseby och etablerar ett matriarkat. Denna familjekrönika tar upp ämnen som döden, religion, kvinnlig homosexualitet, vänskap och kärlek.

## Rollista
- Willeke van Ammelrooy som Antonia
- Els Dottermans som Danielle
- Jan Decleir som Boer Bas
- Dirk Zeelenberg som Pier
- Victor Löw som Harry